# 炸彈人 彈珠人爆外傳
《炸彈人 彈珠人爆外傳》 （日語：Bビーダマン爆外伝）是1998年2月7日到1999年1月31日期間，在日本名古屋電視台與朝日電視系播放的電視動畫，共48集。《炸彈人 彈珠人爆外傳V》是1999年2月7日到2000年1月30日期間，在日本每週的星期日7:00～7:30於名古屋電視台與朝日電視系播放的電視動畫，共50集。動畫中出場部份角色，曾沿用阿達英雄傳部份模型零件。

## 概要
《炸彈人 彈珠人爆外傳》是第一部由Hudson Soft開發的電子遊戲《炸弹人系列》人物為原型，並由特佳麗設計的玩具名為“彈珠人”衍生的電視節目動畫。彈珠人是作為炸彈人的衍生產品開發，是一部結合這兩種角色概念的作品。
節目的主角白寶（しろボン）是1998年4月在名古屋電視台推出的活動“とびだせ!名古屋テレビ”的吉祥角色。

## 登場人物
- 白寶（しろボン）配音：桑島法子（日本）；黃鳳英（香港版） 駕駛：白旋風號（3-11）→白旋風2號（12-20）→白颶風號（21-48）→超聖戰神（43-48）→超聖戰龍（48）
- 黑寶（くろボン）配音：關俊彥（日本）；馮錦堂（香港版） 駕駛：研鑽號（4-12）→黑霸王號（19-36）→黑煞星號（37-48）→超聖戰龍（48）
- 紅寶（あかボン）配音：佐久間玲（日本）；梁少霞（香港版） 駕駛：紅格鬥號（11-20）→紅鍔龍號（45-48）
- 藍寶（あおボン）配音：小櫻悅子（日本）；鄭麗麗（香港版） 駕駛：藍狙擊號（6-20）→藍強擊號（23-48）→超聖戰神（43-48）→超聖戰龍（48）
- 黃寶（きいろボン）配音：真殿光昭（日本）；陸惠玲（香港版） 駕駛：黃勇戰號（12-20）→黃超戰號（22-48）→超聖戰神（43-48）→超聖戰龍（48）
- 粉紅寶（ピンクボン）配音：小西寛子（日本）；林元春（香港版）

### 黑暗四天王(港譯)
- 多拉杰(ドラーケン)（原型為蜥蜴彈珠寵物）配音：安井邦彦（日本）；陳曙光（香港版） 駕駛：鋼蒼龍→無敵黑龍王 手下：黑暗長氣寶、黑暗囂張寶、黑暗鬼祟寶
- 丁格爾(ティーゲル)（原型為老虎彈珠寵物） 配音：堀秀行（日本）；黎偉明（香港版） 駕駛：銕白虎→無敵黑龍王 手下：黑暗軍司寶、黑暗醉貓寶
- 修羅姬(シュリンゲ)（原型為鳥彈珠寵物）配音：松本梨香（日本）；沈小蘭（香港版） 駕駛：翼朱雀→無敵黑龍王 手下：黑暗三美人
- 司多克(シルドーク)（原型為龜彈珠寵物） 配音：秋元羊介（日本）；譚炳文（香港版） 駕駛：鎧玄武→無敵黑龍王 手下：黑暗婆婆、黑暗五郎
- 黑暗皇子（原型為黑寶弟弟積克） 駕駛：白金魔戰神→黑暗魔戰神（白金魔戰神和黑戰士合體）→黑暗魔戰龍

### 炸彈人 彈珠人爆外傳

#### 叛亂軍
- 白寶（しろボン）配音：桑島法子（日本）；黃鳳英（香港版）
- 紅寶（あかボン）配音：佐久間玲（日本）；梁少霞（香港版）
- 藍寶（あおボン）配音：小櫻悅子（日本）；鄭麗麗（香港版）
- 黃寶（きいろボン）配音：真殿光昭（日本）；陸惠玲（香港版）
- 綠寶（みどりボン）配音：山口勝平（日本）；區瑞華（香港版）
- 水色寶(淺藍寶)（みずいろボン）配音：宮崎一成（日本）；蔡惠萍（香港版）
- 金寶(港譯深藍寶)（こんボン）配音：小杉十郎太（日本）；陳欣（香港版）
- 灰寶博士（Dr.グレイボン）配音：津久井教生（日本）；黄子敬（香港版）
- 橘寶老師（オレンジボン老師）配音：長島雄一（日本）；張炳強（香港版）

以下是動畫未登場的角色
- 衛星空軍兵（ネレイド空軍兵）
- 衛星空軍隊長（ネレイド空軍隊長）
- 衛星陸戰兵（ネレイド陸戦兵）

### 炸彈人 彈珠人爆外傳V

#### 彈珠警察及輔助角色
- 白寶（しろボン）配音：桑島法子（日本）；黃鳳英（香港版） 駕駛：白戰兵號、白強戰號、翼鳥號、白雷射號、水晶白戰士、浪鯊號、地狼號
- 黑寶（くろボン）配音：關俊彥（日本）；馮錦堂（香港版） 駕駛：黑武士號、水晶黑戰士
- 紅寶（あかボン）配音：佐久間玲（日本）；梁少霞（香港版） 駕駛：紅翼戰號
- 藍寶（あおボン）配音：小櫻悅子（日本）；鄭麗麗（香港版） 駕駛：藍超聖號、水晶藍戰士
- 黃寶（きいろボン）配音：真殿光昭（日本）；陸惠玲（香港版） 駕駛：黃貨運號
- 綠寶（みどりボン）配音：宮崎一成（日本）；梁偉德（香港版） 駕駛：綠陸戰號、水晶綠戰士
- 灰寶博士（Dr.グレイボン）配音：津久井教生（日本）；黄子敬（香港版） 駕駛：白雷射號
- 美妙丹（ミミタン） - 配音：川上倫子（日本）
- 詠芝（ウィッチー）配音：松本梨香（日本）；蔡惠萍（香港版）

合體：白綠搗號、彈珠神劍俠

#### 宇宙海盜邪王比達
- 搗蛋迪（ドクダンディ）配音：子安武人（日本）；雷霆（香港版） 駕駛：陸樑星號
- 傑斯查（ゲストラー）配音：長島雄一（日本）；林保全（香港版） 駕駛：破壞星號
- 厄密圖（アクマント）配音：園部啓一（日本）；李錦綸（香港版） 駕駛：黑暗星號（魔鬼搏擊號）
- 魔鬼吊兒郎（デビルスリンガー）配音：安井邦彦（日本）；林國雄（香港版） 駕駛：
- 邪王比達（くろボン）配音：大友龍三郎（日本）；源家祥（香港版）

合體：白綠搗號、魔鬼鬥神